# Feel Good Time
Feel Good Time (englisch für „Fühl Gute Zeit“) ist ein Lied der US-amerikanischen Popsängerin Pink aus dem Jahr 2003, in Zusammenarbeit mit dem britischen Musiker William Orbit.

## Entstehung und Veröffentlichung
Geschrieben und produziert wurde das Lied von Gastmusiker William Orbit. Beim Schreibprozess bekam dieser Unterstützung durch Beck Hansen. Es enthält unter anderem ein Sample zu Spirits Fresh-Garbage aus dem Jahr 1968, wodurch auch Jay Ferguson als Urheber des Liedes aufgeführt wird.
Die Erstveröffentlichung von Feel Good Time erfolgte am 27. Mai 2003 als Airplay. Am 24. Juni 2003 erschien das Lied als Teil des Soundtracks zum Actionfilm 3 Engel für Charlie – Volle Power (Katalognummer: CK 90132). Zwei Wochen später erschien das Lied als Singleauskopplung aus dem Album. Diese erschien am 7. Juli 2003 als CD-Maxi-Single in verschiedenen Ausführungen, darunter die Standardausführung mit dem Original und drei Remixen (Katalognummer: 673967 2). Am 10. November 2003 erschien das Lied zudem als Teil von Pinks dritten Studioalbum Try This (Katalognummer: Arista 82876 56813 2), dessen erste Singleauskopplung es ist.

## Musikvideo
Das Musikvideo entstand unter der Regie von Dave Meyers, wurde im März 2011 auf der Videoplattform YouTube veröffentlicht und zählte bis Januar 2025 über 2,6 Millionen Aufrufe. Das Video wurde bei den MTV Video Music Awards Japan 2004 in der Kategorie Best Video from a Film ausgezeichnet.

## Rezeption
Feel Good Time war bei den Grammy Awards 2004 in der Kategorie Grammy Award for Best Pop Collaboration with Vocals nominiert, unterlag dem Duett Whenever I Say Your Name von Sting und Mary J. Blige.

## Kommerzieller Erfolg

### Chartplatzierungen
| ChartsChartplatzierungen       | Höchstplatzierung | Wochen |
| ------------------------------ | ----------------- | ------ |
| Deutschland (GfK)              | 16 (9 Wo.)        | 9      |
| Österreich (Ö3)                | 9 (12 Wo.)        | 12     |
| Schweiz (IFPI)                 | 12 (15 Wo.)       | 15     |
| Vereinigte Staaten (Billboard) | 60 (5 Wo.)        | 5      |
| Vereinigtes Königreich (OCC)   | 3 (12 Wo.)        | 12     |

| ChartsJahrescharts (2003)    | Platzierung |
| ---------------------------- | ----------- |
| Schweiz (IFPI)               | 76          |
| Vereinigtes Königreich (OCC) | 91          |

### Auszeichnungen für Musikverkäufe
| Land/Region               | Auszeichnungen für Musikverkäufe (Land/Region, Auszeichnung, Verkäufe) | Verkäufe |
| ------------------------- | ---------------------------------------------------------------------- | -------- |
| Australien (ARIA)         | Gold                                                                   | 35.000   |
| Vereinigte Staaten (RIAA) | —                                                                      | 1.000    |
| Insgesamt                 | 1× Gold ·                                                              | 36.000   |

Hauptartikel: Pink (Musikerin)/Auszeichnungen für Musikverkäufe